# Институт истории СО РАН
Институт истории Сибирского отделения Российской академии наук (ИИ СО РАН) — научно-исследовательское учреждение в сфере исторической науки в составе Сибирского отделения РАН.

## История
Предшественником Института стал созданный в 1961 году сектор истории промышленности Института экономики и организации промышленного производства СО АН СССР, в 1962 году сектор был преобразован в Отдел гуманитарных исследований того же института. 25 декабря 1966 году Отдел был выделен в самостоятельный Институт истории, филологии и философии (ИИФФ) СО АН СССР.
В 1990 году ИИФФ СОАН СССР был преобразован в Объединённый институт истории, филологии и философии (ОИИФФ) СО РАН из трёх институтов (сформированного на основе двух исторических отделов Института истории СО РАН, Института философии и права СО РАН, Института филологии СО РАН). С 2007 года — самостоятельный Институт истории СО РАН.

## Директора
- член-корр. РАН Л. М. Горюшкин (1991—1997 гг.).
- член-корр. РАН В. А. Ламин (1998—2018 гг., генеральный директор ОИИФФ в 2001—2006 гг.)[4].
- д.и.н. В. И. Козодой (2018—2019, и. о.).
- д.и.н. В. М. Рынков (с января 2019).

## Структура
- Дирекция
- Учёный совет
- Научные подразделения
  - Сектор археографии и источниковедения (зав. сектором канд. ист. наук С. Г. Петров)
  - Сектор истории второй половины XVI — начала XX в. (зав. сектором д-р ист. наук М. В. Шиловский)
  - Сектор истории общественно-политического развития (зав. сектором канд. ист. наук А. И. Савин)
  - Сектор истории социально-экономического развития (зав. сектором д-р ист. наук В. И. Исаев)
  - Сектор аграрной и демографической истории (зав. сектором д-р ист. наук В. А. Ильиных)
- Отдел подготовки научных кадров (аспирантура)
- Диссертационный совет 24.1.067.01 (председатель член-корр. РАН В. А. Ламин)
- Библиотека
- Совет научной молодёжи

## Сотрудники
В Институте истории СО РАН работают 71 научный и административный сотрудник, в том числе:
- 1 член-корреспондент РАН — В. А. Ламин.
- 21 докторов наук
- 26 кандидатов наук[3]

Среди сотрудников института доктора наук Н. Н. Аблажей, Н. С. Гурьянова, Д. В. Долгушин, Л. И. Журова, Г. М. Запорожченко, В. А. Ильиных, В. И. Исаев, С. А. Красильников, Е. В. Комлева, Н. П. Матханова, А. А. Николаев, С. А. Папков, М. В. Шиловский, В. И. Шишкин, О. Н. Шелегина; кандидаты наук А. А. Бурматов, Н. В. Гонина, Л. Д. Демидова, В. В. Журавлев, А. К. Кириллов, Н. А. Куперштох, Т. В. Панич, С. Г. Петров, Н. А. Потапова, В. М. Рынков, А. И. Савин, А. Г. Тепляков Д. О. Никулин, И. Р. Соколовский, А. И. Тимошенко, Л. В. Титова, И. С. Чернова, С. В. Шарапов.

## Бывшие сотрудники
С 1965 по 2013 год в институте работал академик Н. Н. Покровский.
В разные годы в институте работали известные историки Сибири: С. С. Букин (1953—2012), Л. М. Горюшкин, М. М. Громыко, Н. Я. Гущин (1929—1996), Н. Д. Зольникова (1949—2018), А. И. Мальцев (1959—2005), А. С. Московский (1923—2010), В. С. Познанский (1930—2005), Д. Я. Резун (1945—2012), Н. Н. Родигина (1970—2022), В. Л. Соскин. Кроме того, в разные годы в институте работали Г. А. Бочанова, Е. Г. Водичев, В. Г. Дацышен, А. А. Долголюк (1950—2018), О. Д. Журавель, В. А. Зверев, В. А. Исупов, Т. С. Мамсик (1938—2024) , М. П. Малышева (1939—2018), И. Б. Карпунина, Л.Н.Приходько , Г. А. Ноздрин (1947—2008), А. П. Мелентьева (1946—2018), Л. И. Пыстина, Д. Г. Симонов, Е. Н. Туманик, Ю. И. Узбекова, Л. Б. Ус (1962—2007), С. Н. Ушакова, А. Х. Элерт (1954—2022).

## Проекты и исследования
Основная тема исследований института — история Сибири в XVI-XXI веках.
В 1960—1980-е года историки института работали над созданием многотомных изданий «История Сибири» (в 1973 отмечена Государственной премией СССР), «История рабочего класса Сибири», «История крестьянства Сибири», участвовали в разработке и реализации целевых научно-исследовательских программ «Сибирь» и «Исторический опыт освоения Сибири».
Основное научное направление работы института — комплексное изучение проблем истории Азиатской России в ходе развития мировой цивилизации, исследование истории освоения и развития восточных территорий России. Институт руководствуется утвержденными РАН основными направлениями фундаментальных исследований. С 2000 года приоритетной в работах института является тема «Азиатская Россия в контексте европейской и мировой цивилизации», в рамках которой выполняется программа «Население, экономика, общественное сознание и культура Азиатской России» и осуществлены проекты: «Памятники русской книжности, культуры и литературы в Сибири XVI—XX вв.»; «Фронтир в Сибири: общее и особенное в контексте российской и мировой истории XVII — начала XX вв.»; «Социально-экономические и демографические факторы региональных процессов в Сибири в XX столетии»; «Власть и общество в Сибири (1917—1945 гг.)»; «Региональная культурная политика и трансформация культурного потенциала Сибири в XX в.». Институт участвует также в реализации ряда интеграционных проектов и программ, в подготовке энциклопедических изданий. Фундаментальные научные разработки находят широкое применение в практике природопользования и экологии, рыночных отношений и фермерства, кооперативного движения, межнациональных отношений, общественно-политической жизни и управления, в области науки и культуры.

## Вклад в науку

### 1969
Вышел из печати завершающий том пятитомной «Истории Сибири с древнейших времен до наших дней». В написании этой фундаментальной работы приняли участие более 150 исследователей. Это обобщающая работа по истории крупного региона страны начиная от древних палеолитических стоянок и заканчивая 1960-ми годами.

### 2003
Проведен анализ динамики политической борьбы в Сибири с феврале 1917 до начале 1920 года. Сделан вывод о том, что политические процессы имели региональную специфику.

 Отсутствие жесткой социальной дифференциации, немногочисленность городского населения и средних слоев в его составе предопределили ярко выраженную тенденцию к объединению формально разнородных политических партий и объединений под лозунгами областничества. Слабость социальной опоры большевиков и противоречия в антибольшевистской коалиции в Сибири привели к существованию в регионе реального многовластия в период с ноября 1917 г. по весну 1918 г., когда Советы сосуществовали с городскими думами и земскими учреждениями.
— Отчет СО РАН за 2003 год
Завершилась многолетняя работа по выявлению (установлению автографов) и изучению в старообрядческих рукописях оригинальных сочинений инока Евфимия, одного из наиболее значительных идеологов старой веры в XVIII в. Обнаружено два рукописных сборника-автографа Евфимия. Установлено семь оригинальных сочинений инока, написанных в разное время. Введенные в научный оборот сочинения раскрывают содержание учения страннического идеолога во всех его составляющих (проповедь пустынножительства, эсхатология, пути сохранения истинной веры), дают представление об эволюции его взглядов, основных этапах биографии инока, позволяют извлечь сведения об истории старообрядческого движения в XVIII в..

### 2004
Исследована административная, градостроительная, предпринимательская и культурно-просветительская деятельности в Сибири основателя Союза Спасения и Союза Благоденствия декабриста А. Н. Муравьева. Установлено, что в основе его служебной деятельности лежало стремление усовершенствовать механизмы государственного управления, что напрямую связано с его мировоззрением декабриста. Впервые раскрыта тема его христианско-философских воззрений.
Проведено исследование социально-экономической политики антибольшевистских правительств востока России во второй половине 1918—1919 г. в области кредитно-денежной политики (влияние эмиссии на динамику инфляции и состояние денежного рынка); мероприятия по сбору налогов; формы мобилизации ресурсов с помощью рыночных и насильственных методов; деятельность органов снабжения армии и гражданского населения на востоке России; меры по усилению промышленного производства и поддержанию работоспособности транспортных путей; социальная политика; аграрные мероприятия. Анализ основных макроэкономических параметров показал, что, несмотря на совершенно иные принципы экономической политики антибольшевистских правительств, чем «военный коммунизм», наблюдаются те же самые кризисные процессы, что и в советской России, но с более медленной динамикой. Отличие заключается в том, что в условиях антибольшевистских режимов населению было легче адаптироваться в сложных и быстро меняющихся социально-экономических условиях, а государство и достаточно свободно функционировавший сектор частных общественных организаций явились важной опорой в процессе выживания. Показана роль личности атамана Г. М. Семенова.

### 2008
Уточнены представления о процессе европеизации общественного сознания России в период перехода от культуры средневекового типа к культуре Нового времени. Во многом по-новому представлено развитие Русской Церкви, показана роль творческого наследия Киевской митрополии в формировании русского варианта православия.
Показано, что программы социального развития Временного Cибирского и Российского правительств характеризовались ориентацией на социальный консенсус, приоритетной поддержкой образования и просвещения, законодательно оформленными социальными функциями государства. Вместе с тем, низкая эффективность социальной политики обусловливалась не только военными условиями, но и недостаточной квалификацией административного аппарата, высокими социальными ожиданиями в обществе и катастрофически низким уровнем социального партнерства. Социальный утопизм антибольшевистских правительств стал одной из причин их поражения в Гражданской войне.
Впервые в отечественной историографии осуществлен комплексный анализ основных направлений реформирования аграрного строя Западной Сибири в 1953—1964 годах.
Выявленные в фонде Бюро ЦК КПСС по РСФСР (РГАНИ) сведения о крайне низком качестве зерна, собираемого в районах освоения целины, позволили внести коррективы в общепринятые взгляды на историю целинной кампании. Негативные явления в зерновом хозяйстве целины проявились не в начале 1960-х гг., а практически с самого начала кампании по её освоению. 

Одной из основных причин, заставивших государство прибегнуть к импорту зерна в 1963 г., наряду с неурожаем, можно считать также и низкое качество целинного хлеба. Связанное с массовым освоением новых земель распыление выделенных на развитие сельского хозяйства финансовых ресурсов привело к тому, что ни целинные, ни старопахотные регионы не располагали достаточными средствами для строительства новых и модернизации существующих объектов инфраструктуры зернового производства, что также способствовало понижению качества производимого зерна. Из-за низкого качества целинное зерно не могло широко использоваться в народном хозяйстве, и даже в самые урожайные годы не исчезала необходимость прибегать к зерновым госрезервам. — Отчет СО РАН за 2008 г.

### 2009
В 2009 году Институт опубликовал «Историческую энциклопедию Сибири».

### 2010
Изданы труды публициста XVI в. Максима Грека. Впервые опубликованы тексты 32 сочинений писателя. Уточнены некоторые вопросы, связанные с общественной позицией писателя, в частности, в своем сочинении «К начальствующим правоверно» он давал конкретные рекомендации по управлению государством.
Впервые в отечественной историографии показан процесс формирования Сибирской армии, организованной в конце мая 1918 года в Новониколаевске. Установлено, что именно части Сибирской армии, а не Чехословацкий корпус играли решающую роль в боевых операциях на Урале и в Сибири весной—летом 1918 года. При этом антибольшевистские вооруженные формирования численно не преобладали над частями Красной армии. Доказано, что Сибирская армия стала основой формирования Российской армии адмирала А. В. Колчака, ставшей наряду с Вооруженными силами юга России ударной силой контрреволюции на решающем этапе широкомасштабной Гражданской войны в России.
Впервые осуществлена подробная реконструкция хода заготовительных кампаний 1927/28, 1928/29 и 1929/30 гг., детально воссоздана хроника поездки И. В. Сталина в Сибирь в январе 1928 г. Доказано, что причиной кризиса 1928/29 г. в Сибири, в отличие от предыдущих лет, стала не позиция крестьянства, а желание государства за счет сверхнормативного изъятия зерна сгладить последствия неурожая на Украине и Северном Кавказе. Установлено, что применяемые в конце 1920-х гг. внеэкономические методы заготовок не были, как это ранее считали исследователи, «спущены сверху», а стали результатом своеобразного диалога между центром и регионами. Автором идеи о привлечении крестьян, отказывавшихся продавать хлеб государству по низким ценам, к уголовной ответственности по статье 107 УК РСФСР стал не Сталин, а прокурор Сибирского края. Прибывший в январе 1928 г. в Сибирь генсек поддержал эту идею и санкционировал её применение в других регионах страны. Основы урало-сибирского метода заготовок разработали и впервые применили на Урале. 20 марта 1929 г. метод одобрило Политбюро ЦК ВКП(б). Сибкрайком ВКП(б) дополнил новый метод эффективным инструментарием, необходимым для его реализации.

### 2011
К числу значимых результатов следует отнести перевод в цифровую форму киноархива Р. И. Ахмерова (16 фильмов). Впервые в истории СО РАН кинофотодокументы стали объектом регулярного исследования. Полностью выложен и описан в Электронном архиве фонд старейшего фотографа СО РАН Р. И. Ахмерова. За 2010—2011 гг. введено 6000 фотодокументов, полностью отсканирован и описывается в системе архив еженедельника СО РАН «Наука в Сибири» за 1961—1997 гг.
Коллектив сотрудников сектора археографии и источниковедения издал третий том «Описания рукописей XVI—XX вв. из собрания ИИ СО РАН».

 …представлены 223 единицы хранения, приобретенные за 1997—2009 гг. Вводятся в научный оборот новые списки традиционных текстов русского средневековья и неизвестные в науке документальные и литературные источники, большую часть которых составляют сочинения писателей-староверов. В приложении опубликованы 10 житий русских святых по спискам XVI—XIX вв. из Собрания ИИ СО РАН. Вводимые в научный оборот рукописные материалы являются важными источниками изучения социально-политических процессов в русском государстве XVI—XX вв. и традиций духовной культуры. — Отчет СО РАН за 2011 год

### 2012
В Институте истории подготовлено научное издание «Латухинской Степенной книги царского родословия» — крупнейшего памятника письменности второй половины XVII века (1670 год). Этот памятник является результатом существенной переработки и дополнения Степенной книги царского родословия 1562 г. Памятник привлекал внимание историков, начиная с Н. М. Карамзина, но ни разу не издавался полностью.

 Текст Латухинской Степенной книги дает существенное приращение исторических знаний, за счет как описания событий 1560—1660-х гг., так и резкого увеличения круга источников за предыдущие семь столетий. Актуальность и практическое значение введения в научный оборот полного текста этого источника обусловливается важной и для нынешнего дня главной целью автора Латухинской Степенной книги — показать общность судеб трёх восточнославянских народов и населения всей страны в целом. Здесь последовательно, начиная с древнейших времен, собраны известия о судьбах Украины, Белоруссии, Великороссии, а также сведения о Сибири, Казанском ханстве, о преодолении Смутного времени.
Первый лист «Латухинской Степенной книги царского родословия» (1670 г.) открывается акростихом. Создатель Латухинской степенной книги предваряет свои манускрипты по истории и музыковедению стихами. Это знак проникновения в Россию общеевропейской культуры барокко. Этот памятник письменности позволяет проследить не только важную роль государства в церковном строительстве всех веков отечественной истории, но и роль верховной власти в формировании идеологии абсолютистского государства.
— Отчет Сибирского отделения РАН за 2012 г.
Проведено комплексное исследование развития англо- и германоязычного сибиреведения в конце XIX—начале XXI вв. На основе широкого круга историографических источников разработана периодизация западной историографии по изучению Сибири. Выявлены их возможности и ограничения, перспективы применения, а также сопоставить их с эволюцией методов и подходов по данной проблеме в отечественной историографии. Установлено, что применительно к сибирской истории западные исследователи разрабатывали концепции «русской восточной экспансии», колонизации, модернизации, применяли теорию «фронтира», «хартленда», «имперский» и «адаптационный» подходы, методы этнографо-антропологических исследований. Советскими сибиреведами многие из указанных концепций подвергались резкой критике и отвергались, однако они активно используются в новейшей российской историографии

### 2013
Исследован «Урало-Сибирский патерик» — обширный историко-агиографический свод, созданный в конце 1940-х — начале 1990-х гг. в крупнейшем старообрядческом часовенном согласии. В его основе — сочинения староверов XVIII—XIX вв. записи устных преданий, авторские тексты крестьянских писателей. Это уникальный факт воспроизведения древнейшего агиографичес кого жанра в условиях XX в. Исследователями показаны механизмы работы старообрядческих книжников: прежде всего, перерабатывались устные мемуары крестьян в тексты житийного характера. Кроме того, производилась выборка нужных фактов, а иногда и их интерпретаций, из «чужой» литературы других конфессий. Прослежено влияние древнерусской и византийской житийной литературы на мировосприятие и нормы поведения героев патерика — сибирских крестьян и монахов.
Опубликован «Энциклопедический словарь по истории купечества и коммерции Сибири». «Словарь» содержит данные для анализа всех сторон жизнедеятельности сибирских купцов.

## Международные связи
На базе института действует постоянный российско-индийский семинар «Демографические процессы в Азии»
.

## Научные публикации
Обширная исследовательская деятельность института находит отражение в научных публикациях его сотрудников.
Часть публикаций сотрудников института (в том числе и молодых) доступны на сайте Института. Кроме того на сайте института доступны ссылки на видео-материалы с лекциями и выступлениями сотрудников института.

### Периодические издания
Институт истории издает всероссийский научный журнал «Гуманитарные науки в Сибири» и электронный научный журнал «Исторический курьер».
Оба журнала включены в «Перечень рецензируемых научных изданий, в которых должны быть опубликованы основные научные результаты диссертаций на соискание ученой степени кандидата наук, на соискание ученой степени доктора наук (по состоянию на 21.12.2021 г.)».

### Энциклопедические издания
В 2009 году Институт опубликовал «Историческую энциклопедию Сибири».. В отчете Президиума РАН она характеризуется следующим образом:

 Впервые в отечественной и мировой историографии в энциклопедическом формате представлена широкая панорама развития Сибири с древнейших времен до настоящего времени. В издании представлены комплексные очерки, характеризующие историческое развитие Сибири в целом, а также сибирских городов и регионов. В нём отражена интегрирующая функция восточных регионов страны, их роль в экономических, демографических, политических и социокультурных процессах развития российского государства. В Энциклопедию включено около 4 тыс. статей, опубликованных в алфавитном порядке без тематического подразделения. Около половины из них представлены биографическими статьями, посвященными лицам, оставившим заметный след в истории Сибири XVI—XX вв. Это статьи о государственных, политических, военных, общественных, религиозных деятелях, лидерах национальных движений, ученых, путешественниках, предпринимателях, меценатах, архитекторах, художниках, литераторах, актёрах, музыкантах. В отдельный, заключительный, раздел энциклопедии включены сводные полные списки сибирских воевод, губернаторов и генерал-губернаторов, высших церковных иерархов, командующих военными округами, руководителей общесибирских властных органов, георгиевских кавалеров, Героев Советского Союза и Социалистического труда, Героев РФ и др. Издание снабжено значительным по объёму иллюстративным и справочным материалом: картами, схемами, иллюстрациями, указателями и т. п. — Отчет Сибирского отделения РАН за 2008 г.

## Иллюстрации
|  |  |